# Рене Нікліш
Рене Нікліш (нім. Rene Nicklisch; нар. 31 березня 1976) — колишній німецький тенісист.
Найвищу одиночну позицію світового рейтингу — 246 місце досяг 18 жовтня 1999, парну — 343 місце — 8 березня 1999 року.

## Титули на челленджерах

### Одиночний розряд: (1)
| Ранг | Рік  | Турнір                 | Покриття | Суперник  | Рахунок        |
| ---- | ---- | ---------------------- | -------- | --------- | -------------- |
| 1.   | 1999 | Ашаффенбург, Німеччина | Ґрунт    | Луїс Орна | 3–6, 6–2, 7–67 |

### Парний розряд: (1)
| Ранг | Рік  | Турнір           | Покриття | Партнер        | Суперники                     | Рахунок       |
| ---- | ---- | ---------------- | -------- | -------------- | ----------------------------- | ------------- |
| 1.   | 1999 | Зюльт, Німеччина | Ґрунт    | Аттіла Шавольт | Флоріан Аллгауер Давіде Скала | 4–6, 6–3, 6–1 |